# باشگاه فوتبال واسا
باشگاه فوتبال واسا (انگلیسی: Vasa IFK) یک باشگاه فوتبال در شهر واسا، فنلاند است.
این باشگاه که در سال ۱۹۰۰ تأسیس شده سابقه ۳ قهرمانی در لیگ برتر فوتبال فنلاند را در کارنامه دارد.
این باشگاه در زمینه فوتبال بانوان و سایر رشته های ورزشی نیز فعالیت داشته است . در سال ۱۹۴۹ و در سال ۱۹۶۵ نایب قهرمان فنلاند در باندی شد. 

## دستاوردها
• لیگ برتر فنلاند: 
قهرمان (۳): ۱۹۴۴ ، ۱۹۴۶ ، ۱۹۵۳
نایب قهرمان (۲): ۱۹۵۱ ، ۱۹۵۲